# Aliança das Civilizações
A Aliança das Civilizações das Nações Unidas (UNAOC) é uma iniciativa da Organização das Nações Unidas que procura galvanizar a ação internacional contra o extremismo através do diálogo e cooperação internacionais, interculturais e inter-religiosos. A Aliança coloca uma ênfase particular na desanuviamento das tensões entre os mundos ocidental e islâmico.
A iniciativa foi proposta pela primeira vez pelo Presidente do Governo de Espanha, José Luis Rodríguez Zapatero, na 59.ª Assembleia Geral das Nações Unidas em 2005. Foi copatrocinada pelo Primeiro-Ministro turco, Recep Tayyip Erdoğan.
Em 14 de julho de 2005, o Secretário-Geral das Nações Unidas, Kofi Annan, anunciou formalmente o lançamento da Aliança das Civilizações na Sede das Nações Unidas, em Nova Iorque, com o copatrocínio dos governos de Espanha e da Turquia.
Em 10 de novembro de 2009, a Assembleia Geral das Nações Unidas reconheceu o mandato da Aliança das Civilizações ao aprovar a resolução A/RES/64/14 "A Aliança da Civilização", reconhecendo a importância do diálogo intercultural e inter-religioso na promoção da tolerância e expressando o seu apoio contínuo ao trabalho da Aliança das Civilizações.
Em 6 de julho de 2015, os Estados-Membros demonstraram o seu apoio ao trabalho e realizações da Aliança das Civilizações e adotaram pela resolução consensual da Assembleia Geral A/RES/69/312 "Aliança das Civilizações das Nações Unidas", afirmando assim o estatuto da Aliança das Civilizações das Nações Unidas (UNAOC) como uma iniciativa do Secretário-Geral das Nações Unidas, uma entidade dentro do sistema das Nações Unidas.

## Início
O grupo fundador afirma que a suspeita mútua, o medo e o mal-entendido entre as sociedades islâmicas e ocidentais têm vindo a aumentar desde o início do novo milénio. A maior instabilidade da coexistência entre estes grupos de pessoas com origens divergentes levou à exploração por extremistas em todo o mundo: a forma mais grave são os atos de terrorismo violentos. Muitos líderes políticos têm tido a opinião de que devem ser enveredados todos os esforços para alcançar um terreno comum entre diversos grupos étnicos e religiosos tendo por base a tolerância, compreensão e respeito do conjunto fundamental de valores e crenças de cada grupo. Desta forma, e na tentativa de acabar com o "extremismo", pode ser criada uma coligação abrangente para trabalhar no sentido de uma coexistência pacífica entre diversos grupos em todo o mundo e, assim, apoiar a estabilidade internacional.

### Proposta
A iniciativa Aliança das Civilizações foi proposta pelo Presidente do Governo espanhol, José Luis Rodríguez Zapatero, na 59.ª Assembleia Geral das Nações Unidas, em 2005. Foi copatrocinado pelo Primeiro-Ministro turco Recep Tayyip Erdoğan. O objetivo da iniciativa era elaborar recomendações a prazo e a prazo até ao final de 2006 para que os Estados-Membros das Nações Unidas adotassem.

### Trabalhos preliminares
Para cumprir o objetivo da iniciativa, o Secretário-Geral da ONU, Kofi Annan, reuniu um Grupo de Alto Nível (GAN) composto por 20 pessoas eminentes, provenientes da elaboração de políticas, da academia, da sociedade civil, das lideranças religiosas e dos meios de comunicação social. Uma gama completa de religiões e civilizações estavam representadas. Entre os membros estavam o ex-Presidente iraniano Mohammad Khatami, que propôs a iniciativa Dialogue Among Civilizations, o arcebispo Desmond Tutu, laureado com o Nobel da Paz sul-africano, o Prof. Pan Guang, que obteve a Medalha de São Petersburgo-300 para a Contribuição para as Relações China-Rússia, e Arthur Schneier, que é o fundador e presidente da "Fundação do Apelo da Consciência" e que ganhou a "Presidential Citizens Medal". O GAN reuniu-se 5 vezes entre novembro de 2005 e novembro de 2006 e elaborou um relatório que dá prioridade às relações entre as sociedades ocidental e muçulmana.
A primeira reunião do GAN do AOC ocorreu em Espanha em novembro de 2005. O segundo encontro foi em Doha, no Qatar, de 25 a 27 de fevereiro de 2006, com a agenda de procurar encontrar formas de acalmar a crise dos cartoons entre o mundo ocidental e o mundo islâmico. O terceiro encontro teve lugar em Dakar, Senegal, de 28 a 30 de maio de 2006. Na última reunião, em novembro de 2006, em Istambul, os membros apresentaram o seu relatório final a Kofi Annan e aos primeiros-ministros José Luis Rodríguez Zapatero e Recep Tayyip Erdoğan. O relatório delineou recomendações e soluções práticas sobre a forma como as sociedades ocidentais e islâmicas podem resolver equívocos e mal-entendidos entre elas. De acordo com o relatório, "a política, não a religião, está no centro da crescente divisão muçulmana-ocidental",", embora se mantenha uma grande ênfase na religião.

### Relatório do Grupo de Alto Nível
O relatório do Grupo de Alto Nível, publicado em 13 de novembro de 2006, apresentou recomendações que se tornaram os princípios orientadores para a implementação da Aliança. Em particular, identificou quatro áreas prioritárias de ação para a Aliança das Civilizações, que desempenham um papel fundamental na redução das tensões interculturais e na construção de pontes entre comunidades, e para as quais a Aliança das Civilizações deve trazer uma abordagem multidisciplinar e multiestabilizada: Juventude, Educação, Media e Migrações.

## Grupo de Amigos da Aliança das Civilizações
O Grupo de Amigos da Aliança das Civilizações é o conjunto de países e organizações internacionais que participam de alguma forma no projeto e que tem crescido de forma constante, e que ultrapassavam em 2010 os cem - sendo 89 países e 17 organizações internacionais. A rede de acordos da Aliança das Civilizações com organizações internacionais e representantes da sociedade civil também aumentou, bem como o número de projetos em curso.10
As reuniões do Grupo de Amigos, que se reúne a nível ministerial duas vezes por ano (setembro na Assembleia Geral das Nações Unidas e no Fórum) foram institucionalizadas; duas ou três vezes ao nível dos Representantes Permanentes em Nova Iorque; e pelo menos duas vezes ao nível nacional de Pontos Focais.
No entanto, o envolvimento político e o compromisso financeiro dos membros do Grupo de Amigos estão longe de ser os mesmos. Assim, existe um maior grau de participação e apoio político por parte dos países da região mediterrânica, área em que a iniciativa se origina, particularmente interessada no problema associado à chamada questão "Islão-Ocidente".

### Estados
| Europa - Albânia - Alemanha - Áustria - Bélgica - Bielorrússia - Bósnia e Herzegovina - Bulgária - Chéquia - Chipre - Croácia - Dinamarca - Eslováquia - Eslovénia - Espanha - Estónia - Finlândia - França - Grécia - Hungria - Irlanda - Itália - Letónia - Lituânia - Luxemburgo - Macedónia do Norte - Malta - Montenegro - Noruega - Países Baixos - Polónia - Portugal - Reino Unido - Roménia - Rússia - Sérvia - Suécia - Suíça - Ucrânia | Américas - Argentina - Bolívia - Brasil - Canadá - Chile - Colômbia - Costa Rica - República Dominicana - El Salvador - Equador - Estados Unidos - Guatemala - México - Nicarágua - Panamá - Paraguai - Peru - Suriname - Uruguai - Venezuela | África - África do Sul - Angola - Argélia - Burkina Faso - Cabo Verde - Egito - Etiópia - Gâmbia - Gana - Guiné-Bissau - Mali - Marrocos - Moçambique - São Tomé e Príncipe - Senegal - Sudão - Tanzânia - Tunísia | Ásia e Oceania - Afeganistão - Arábia Saudita - Austrália - Azerbaijão - Bahrain - Bangladesh - Cazaquistão - China - Coreia do Sul - Emirados Árabes Unidos - Filipinas - Geórgia - Iémen - Índia - Indonésia - Irão - Japão - Jordânia - Kuwait - Líbano - Malásia - Nova Zelândia - Omã - Paquistão - Qatar - Síria - Tailândia - Turquia - Timor-Leste - Uzbequistão |

### Organizações internacionais
- Alto Comissariado das Nações Unidas para os Refugiados (ACNUR)
- Centro de Investigação para a História, a Arte e a Cultura Islâmicas (IRCICA)
- Cidades e Governos Locais Unidos (CGLU)
- Comissão Europeia
- Comunidade dos Países de Língua Portuguesa (CPLP)
- Conselho da Europa
- Liga de Estados Árabes
- Organização do Mundo Islâmico para Educação, Ciência e Cultura (ISESCO)
- Organização de Cooperação Económica do Mar Negro (BSEC)
- Organização dos Estados Americanos (OEA/OAS)
- Organização da Conferência Islâmica (OCI)
- Organização das Nações Unidas para a Educação, a Ciência e a Cultura (UNESCO)
- Organização Internacional para as Migrações (OIM)
- Organização Internacional da Francofonia (IOF)
- Organização Internacional do Trabalho (OIT)
- Organização da Liga Árabe para a Educação, a Ciência e a Cultura (ALECSO)
- Organização Mundial do Turismo (UNWTO)
- Organização para a Segurança e Cooperação na Europa (OSCE)
- Secretaria-Geral Ibero-Americana (SEGIB)
- União Interparlamentar (UIP)
- União Africana (UA)
- União Latina (UNILAT)
- União para o Mediterrâneo